# Шиняево
Шиня́ево — село в Зырянском районе Томской области, Россия. Входит в состав Высоковского сельского поселения.

## География
Село располагается на юге Зырянского района, недалеко от административной границы с Кемеровской областью. В 1 километре к востоку протекает река Кубидат, несколькими километрами севернее впадающая в Кию. 

## Население
| 1926 | 2002 | 2010 | 2012 | 2013 | 2014 | 2015 |
| ---- | ---- | ---- | ---- | ---- | ---- | ---- |
| 1137 | ↘313 | ↘228 | ↘227 | ↘222 | ↘216 | ↘210 |
| 2016 | 2021 |      |      |      |      |      |
| ↘206 | ↘181 |      |      |      |      |      |

## Социальная сфера и экономика
В посёлке есть фельдшерско-акушерский пункт, основная общеобразовательная школа, Дом культуры и библиотека.
Основа местной экономической жизни — сельское хозяйство и розничная торговля.

## Достопримечательности
- Шиняевский минеральный источник, полезная питьевая вода из недр земли с содержанием природного серебра с глубины 558 м.